# Fakulta přírodovědně-humanitní a pedagogická Technické univerzity v Liberci
Fakulta přírodovědně-humanitní a pedagogická (FP) je jedna ze sedmi fakult Technické univerzity v Liberci (TUL). Založení fakulty schválil akademický senát TUL v roce 1990. Původní Fakulta pedagogická byla v roce 2008 přejmenována na Fakultu přírodovědně-humanitní a pedagogickou.

## Studium
Fakulta má oprávnění připravovat vychovatele pro mateřské školy a učitele pro první stupeň základní školy v pětiletých studijních programech. Dále pak učitele pro druhý stupeň základní a střední školy v oborech matematika, fyzika, chemie, informatika, přírodověda, český jazyk a literatura, občanská výchova, anglický, německý a španělský jazyk, dějepis, zeměpis a tělesná výchova v děleném studiu (tříleté bakalářské a dvouleté navazující magisterské programy). 
Fakulta má také akreditaci na řadu neučitelských oborů. Patří k nim odborná matematika, aplikovaná geografie, filologie, kulturně historická a muzeologická studia, filozofie humanitních věd, pedagogika volného času a rekreologie.

## Historie fakulty
Fakulta byla založena v roce 1990 a v roce 2008 se transformovala a dne 20. května 2008 byla po schválení akademickým senátem univerzity přejmenována z Fakulty pedagogické na Fakultu přírodovědně-humanitní a pedagogickou. Na přelomu let 2022 a 2023 došlo k úpravě struktury přírodovědně zaměřených kateder ― sloučení dvou doposud z historických důvodů nezávisle existujících kateder matematiky, vydělení samostatné katedry biologie a katedry zaměřené na informatické vzdělávání.

### Děkani fakulty
Za dobu existence fakulty byli do jejího čela voleni děkani na nejprve tříletá a později, v souvislosti s připravovanou transformací roku 2008 na čtyřletá volební období:
- doc. RNDr. Václav Pecina, CSc. (1990–1995)
- doc. RNDr. Jaroslav Vild (1996–2001)
- doc. Ing. Jiří Vacek, CSc. (2002–2004)
- doc. PhDr. Ing. Miloš Raban, Th.D. (2005–2007)
- doc. RNDr. Miroslav Brzezina, CSc. (2008–2015)
- prof. RNDr. Jan Picek, CSc. (2016–2023)
- doc. PaedDr. Aleš Suchomel, Ph.D. (od roku 2024)

### Akademický senát
Akademický senát fakulty se skládá z osmičlenné komory akademických pracovníků a čtyřčlenné komory studentů. V jeho čele se vystřídalo deset předsedů:
- doc. RNDr. Ing. Karel Mačák, CSc. (5/1991–4/1992)
- doc. RNDr. Antonín Kopal, CSc. (4/1992–6/1995)
- doc. Ing. Hana Schejbalová, CSc. (6/1995–5/1998)
- doc. RNDr. Antonín Kopal, CSc. (5/1998–5/2001)
- doc. Ing. Hana Schejbalová, CSc. (5/2001–10/2002)
- RNDr. Alena Kopáčková, Ph.D. (11/2002–6/2004)
- doc. Dr. PaedDr. Petr Urbánek (6/2004–6/2007)
- doc. RNDr. Jan Picek, CSc. (6/2007–5/2013)
- doc. RNDr. Miroslav Koucký, CSc. (5/2013–6/2016)
- Mgr. Jan Berki, Ph.D. (6/2016–5/2021)
- Mgr. Martin Slavík, Ph.D. (od 6/2021)

## Katedry

### Přírodovědně zaměřené katedry
- Katedra matematiky (KMA)
- Katedra fyziky (KFY)
- Katedra chemie (KCH)
- Katedra biologie a ekologie (KBE)
- Katedra geografie (KGE)
- Katedra geoinformatiky a didaktiky informatiky (KGD)

### Humanitněvědně zaměřené katedry

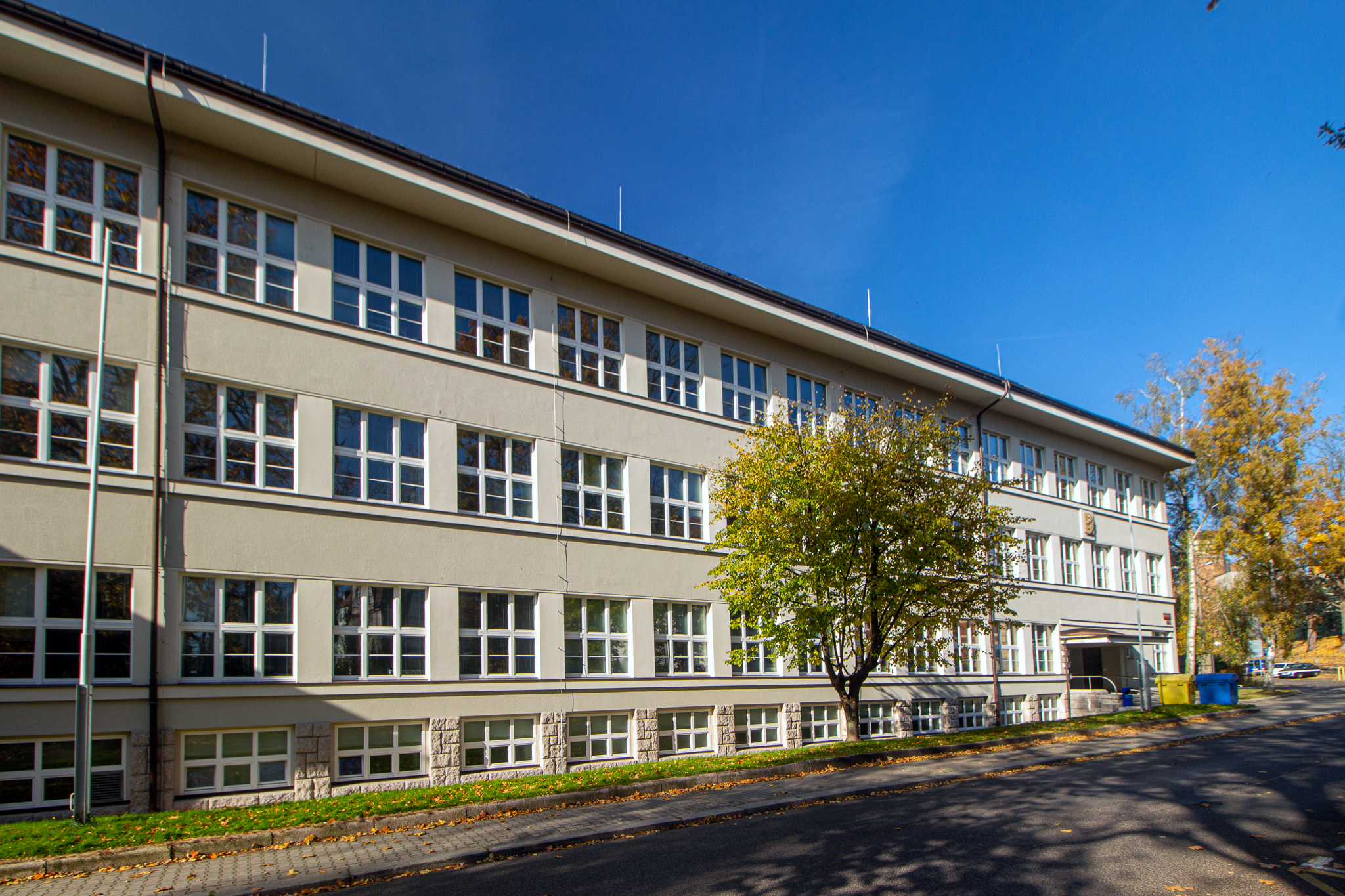
Budova P TUL v Komenského ulici, sídlo humanitněvědně zaměřených kateder FP

- Katedra společenských a humanitních věd (KSH)
- Katedra historie (KHI)
- Katedra českého jazyka a literatury (KCL)
- Katedra anglického jazyka (KAJ)
- Katedra německého jazyka (KNJ)
- Katedra románských jazyků (KRO)

### Katedry zaměřené na pedagogiku
- Katedra primárního vzdělávání (KPV)
- Katedra pedagogiky a psychologie (KPP)
- Katedra sociálních studií a speciální pedagogiky (KSS)
- Katedra tělesné výchovy a sportu (KTV)

Součástí KTV je také Akademické sportovní centrum.

## Budovy
V současnosti sídlí fakulta v pěti budovách a to: 
- Budova C (Studentská 1203/5, KFY, KCH),
- Budova G (Univerzitní náměstí 1410/1, děkanát, KMA, KGD, KPP),
- Budova P (Komenského 314/2, KAJ, KCL, KFL, KGE, KHI, KNJ, KPV, KRO, KSS),
- Budova T (Třebízského 1244/2, KBE, KCH) a
- Budova KTV (Na Bohdalci 715/30, KTV).

## Osobnosti
- Historik Rudolf Anděl
- Germanista a básník Pavel Novotný
- Ekolog Vilém Pavlů
- Statistik Jan Picek
- Teolog Miloš Raban
- Historik Jan Rychlík
- Chemik Ivan Stibor
- Kinantropolog Aleš Suchomel
- Chemik Josef Šedlbauer
- Filosof Václav Umlauf
- Religionista David Václavík

### Významní absolventi
Mezi významné absolventky a absolventy fakulty patří politik Jan Berki, politička a sportovkyně Zuzana Kocumová, zpěvačka Olga Lounová, spisovatel Jaroslav Rudiš, šéftrenér českých biatlonistů Ondřej Rybář, rozhlasový novinář Jaroslav Plašil, lyžařky Karolína Grohová, Nikola a Šárka Sudová.